# Michael Gladis
 (mars 2013).
Si vous disposez d'ouvrages ou d'articles de référence ou si vous connaissez des sites web de qualité traitant du thème abordé ici, merci de compléter l'article en donnant les références utiles à sa vérifiabilité et en les liant à la section « Notes et références ».
Michael Gladis (né le 30 août 1977) à Houston dans le Texas est un acteur américain.

## Biographie

### Vie privée
Le 21 juillet 2018, il épouse l'actrice américaine de 2 Broke Girls, Beth Behrs.
Le 13 juin 2022, le couple met au monde une fille.

## Filmographie

### Cinéma
- 2015 : Terminator Genisys : lieutenant Matias
- 2014 : Knights of Badassdom de Joe Lynch : King Diamond

### Télévision
- 2005 : New York, section criminelle (saison 5, épisode 3) : Donny
- 2007 - 2012 : Mad Men (40 épisodes) : Paul Kinsey
- 2009 : The Good Wife (saison 1, épisode 10) : Mark Richardson
- 2010 : New York, unité spéciale (saison 12, épisode 6) : Bill Dixon
- 2010 : New York, section criminelle (saison 9, épisode 7) : Randall Ames
- 2011 : Dr House (saison 7, épisode 11) : Jaimie
- 2012 : How I Met Your Mother (saison 7, épisode 20) : Chester
- 2013 : Mentalist (saison 5, épisode 15) : Curtis Wiley
- 2016 : Feed the Beast : Patrick Woichik
- 2018 : Esprits criminels (saison 14, épisode 4) : le pasteur Hollis Monroe
- 2020 : Penny Dreadful : City Of Angels : Charlton Townsend
- 2021 : New York, unité spéciale (saison 22, épisode 15) : Andy Richards
- 2023 : Ces liens qui nous unissent (The Company You Keep) : Brad
- 2024 : Monstres : L'histoire de Lyle et Erik Menéndez : Tim Rutten
- 2024 : New York, police judiciaire : Christopher Heartwood (saison 24, épisode 4)